# Lates japonicus
Lates japonicus es una especie de pez del género Lates, familia Latidae, orden Perciformes. Fue descrita científicamente por Katayama & Taki en 1984.
Es una especie inofensiva para el ser humano y comercializada en pesquerías.

## Descripción
La longitud total es de 130 centímetros. Puede alcanzar un peso máximo de 33 kilogramos.

## Distribución y hábitat
Se distribuye por el Pacífico Noroccidental: Japón. Habita en ríos.